# Stella tripla
In astronomia, una stella tripla è un sistema stellare che consiste di tre stelle legate gravitazionalmente. Esse percorrono un'orbita attorno ad un centro di massa comune, ed in genere sono disposte in modo che due delle stelle formino una stella binaria stretta, mentre la terza si trova più lontana. Questa configurazione, chiamata stella tripla gerarchica, è molto stabile perché la stella binaria stretta può essere considerata come una stella singola nel calcolo dell'orbita, e quindi il moto delle stelle può essere descritto dal problema dei due corpi.
Sistemi stellari con più di tre componenti possono in genere essere decomposti gerarchicamente in sistemi di due o tre stelle nello stesso modo.

## Esempi di stelle triple
- La Stella Polare: il sistema è composto da una stella supergigante gialla di tipo spettrale F7 (Polaris) e da due compagne nane bianco-gialle di tipo spettrale F (Polaris Ab e B).[1][3][4]
- Il sistema di Rigel Kentaurus (α Centauri) si compone di una coppia principale, costituita da una nana gialla (Rigel Kentaurus A) ed una arancione (Rigel Kentaurus B), attorno a cui orbita a grande distanza una nana rossa (Proxima Centauri).[5]
- HD 188753 è un sistema stellare triplo situato a circa 149 anni luce dalla Terra, nella costellazione del Cigno. Il sistema è composto da una nana gialla, una nana arancione e una nana rossa.
- MaGiV-1 è un sistema triplo nella costellazione della Volpetta posto a 3319 anni luce dalla Terra.